# San Isidro (Dávao Oriental)
San Isidro es un municipio filipino de cuarta categoría, situado en la parte sudeste de la isla de Mindanao. Forma parte de  la provincia de Dávao Oriental situada en la Región Administrativa de Dávao (en cebuano Rehiyon sa Davao), también denominada Región XI. Para las elecciones está encuadrado en el Segundo Distrito Electoral.

## Barrios
El municipio  de San Isidro se divide, a los efectos administrativos, en 16 barangayes o barrios, conforme a la siguiente relación:
| - Baón - Bitaogán - Cambaleón - Dugmanón | - Iba - La Unión - Lapu-lapu - Maag | - Manikling - Maputi - Batobato (Población) - San Miguel | - San Roque - Santo Rosario - Sudlón - Talisay |